# درمان به یاری حیوان
درمان به یاری حیوان (انگلیسی: Animal-assisted therapy)
یک شیوه جایگزین یا تکمیلی درمان بر اساس فعالیت‌هایی است که شامل گذران وقت با حیوانات می‌شود. هدف از بازدید و صرف وقت با حیوانات، بهره‌برداری از بازده تفریحی و انگیزشی این نوع از فعالیتها است. مطالعات انجام شده تا این زمان، حاکی از اثرات مفید روحی و جسمی این نوع درمان بر بیماران بوده است.
توجه به اثرات مثبت همجواری با حیوانات خانگی، امری نوظهور نیست؛ وهر چند نظر به نوع حیوان و شیوه همجواری، متنوع است، اما نکات اصلی آن در شعر و ادب و فرهنگ بسیاری از کشورها بازتاب یافته است.
فلورانس نایتینگل که بسیاری وی را به عنوان بانی پرستاری نوین می‌شناسد، در یادداشتی نوشته است که بهترین همدم یک بیمار یک حیوان کوچک خانگی است. به نظر می‌رسد که از آن زمان به بعد این باور رواج بیشتری در میان درمانگران یافته است. با این حال شاید همدمی با حیوانات به عنوان یک روش درمانی، نخستین بار توسط روان‌شناس آمریکایی بوریس ام. لوینسون به جهان امروز معرفی شد. در سال ۱۹۶۲م، وی در یک مقاله علمی- مردمی از سگ به عنوان درمانگر پیاده‌روی یاد کرد. 
تقویت حس مسئولیت و ایجاد نظم و ترتیب در زندگی روزمره بیمار از جمله مزایای عام و آشکاری است که درمانگران اساس فلسفهٔ شیوهٔ درمان به یاری حیوان قرار داده‌اند. اما در عمل فواید مشخص درمانی در هر موردی بستگی به شرایط خاص بیمار، مناسبات فرهنگی، ملاحظات اقتصادی و جزئیات دیگر در همان مورد دارد.
تا به حال مزایای همدمی با جانوران خاصی از جمله سگ و اسب، در جوامع غربی به خوبی مطالعه شده و در درمان نارسایی‌هایی مانند اختلال استرس پس از سانحه (PTSD)، افسردگی، اضطراب و زوال عقل، قابل استناد است. در عین حال شیوه درمان به یاری حیوان، قابل انطباق با محیطهای متفاوتی از خانه گرفته تا بیمارستان و حتی زندان بوده و تأثیرات مثبت آن تجربه شده است.

## سگ در درمان

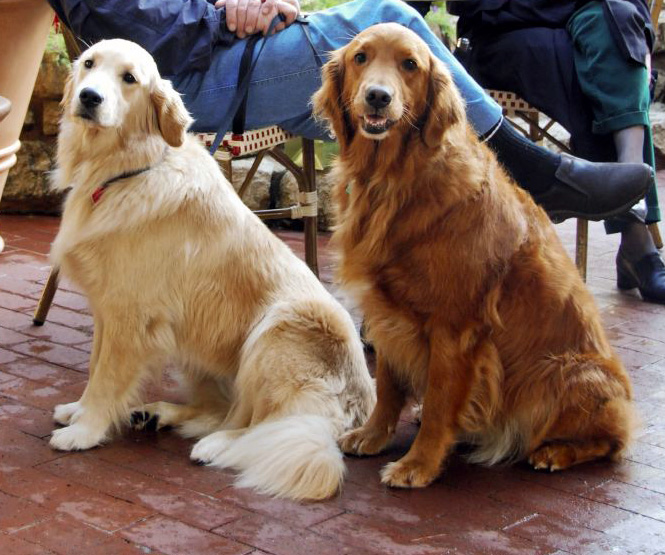
گلدن رتریورها به دلیل رفتار آرام، ملایم و دوستانه با غریبه‌ها اغلب به عنوان سگ‌های درمانی استفاده می‌شوند.

علاوه بر سابقه دیرین دوستی انسان و سگ و بهره‌برداری سنتی از این دوستی، سالهاست که از وجود سگ در برنامه‌های درمانی استفاده می‌شود. از جمله معروف است که زیگموند فروید، از سگ خانوادگی خود برای ایجاد ارتباط با بیماران بارها بهره برده است. در سال ۱۹۷۶م، اولین مؤسسه تربیت سگ به منظور درمان، در انگلستان و ایالات متحده تأسیس شد و امروزه مؤسسات خاصی به تربیت سگهای درمانگر اشتغال دارند. از سگهای آموزش یافته، در تشکیلاتی مانند بیمارستان، آسایشگاه، مدرسه و ندامتگاه به منظور تقویت روند بهبودی بیماران استفاده می‌شود. فرق سگهای درمانگر با  سگهای راهنما یا دیگر سگهای کاری این است که سگهای درمانگر به گونه ای تربیت می‌شوند که رفتار دوستانشان اختصاص به صاحب خاصی نداشته باشد و شامل همه شود.

## حیوانات سواری در درمان

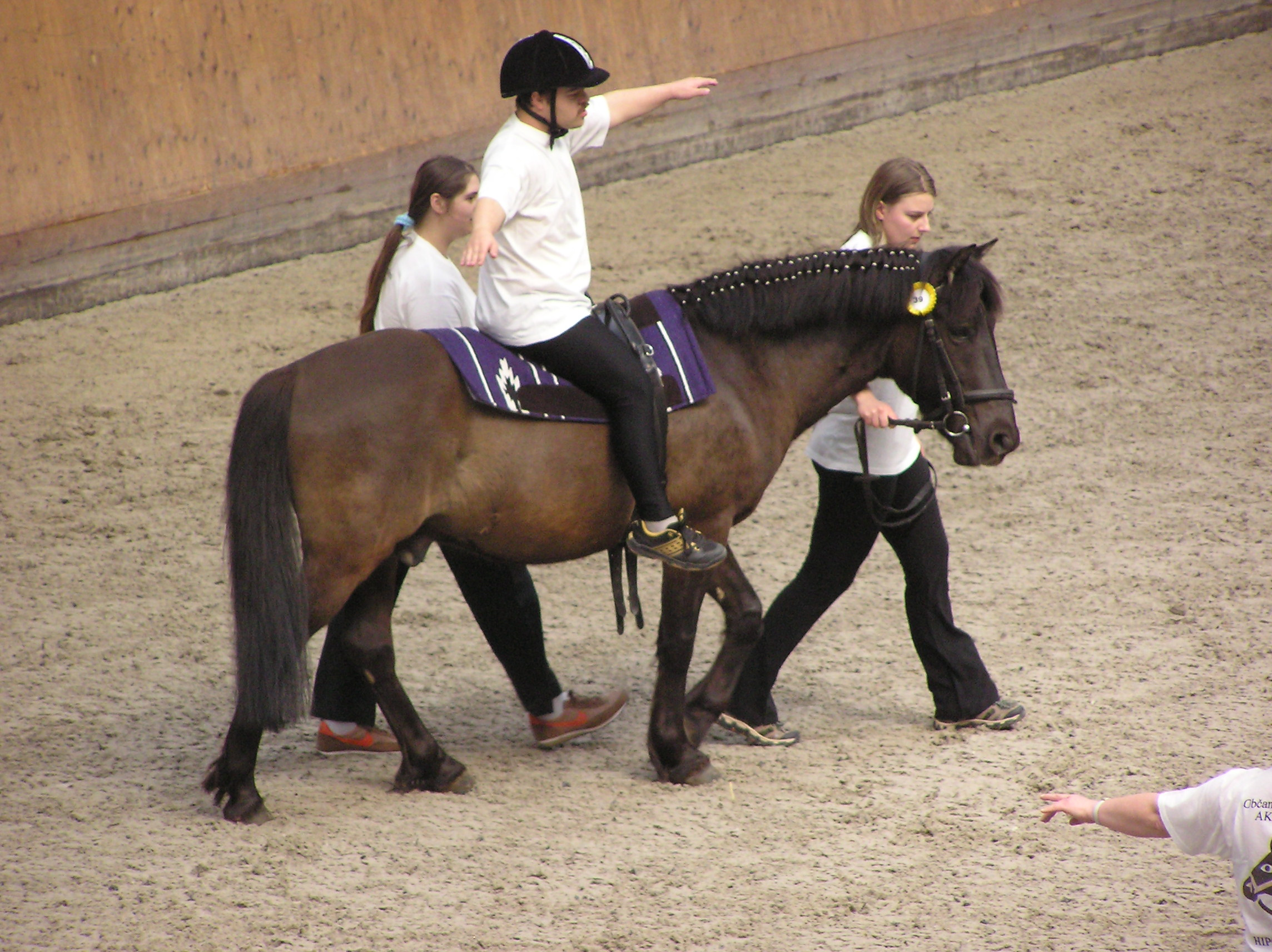
از سوارکاری تحت نظارت مربی و متخصصان پزشکی در بهبود وضعیت روحی و به خصوص جسمی بیماران از کودکان گرفته تا بزرگسالان استفاده می‌شود.

ارتباط سوارکاری و سلامت جسمی و روحی از دوران باستان مورد توجه مربیان کودکان و جوانان بوده است. امروزه نیز سوارکاری یک فعالیت سالم و سلامت افزا برای ورزشکاران محسوب می‌شود. همچنین باز بر زین نشستن، به قصد بازیابی سلامت، اصطلاح جدیدی نیست. اما استفاده منظم وسازمان یافته از اسب و سوارکاری به منظور تقویت روند بهبودی بیماران، به دهه ۱۹۶۰م، بر می‌گردد. امروزه از سوارکاری حساب شده و تحت نظارت مربی به منظور تقویت روحیه و بهبود وضع جسمی گروهی از بیماران بهره‌برداری می‌شود. با این حال در اغلب موارد، بازیابی سلامت جسمی بیمار هدف اصلی است. به رغم سابقهٔ دیرینه ای که سوارکاری در فرهنگ بسیاری از ملتها دارد، اما به عنوان یک روش درمانی همچنان نوپاست و نیاز به مطالعات منظم و تخصصی بیشتری دارد تا میزان اثر بخشی آن از نظر علمی ارزیابی شده و روی استانداردهای لازم، توافق شود.